# Victor Charreton

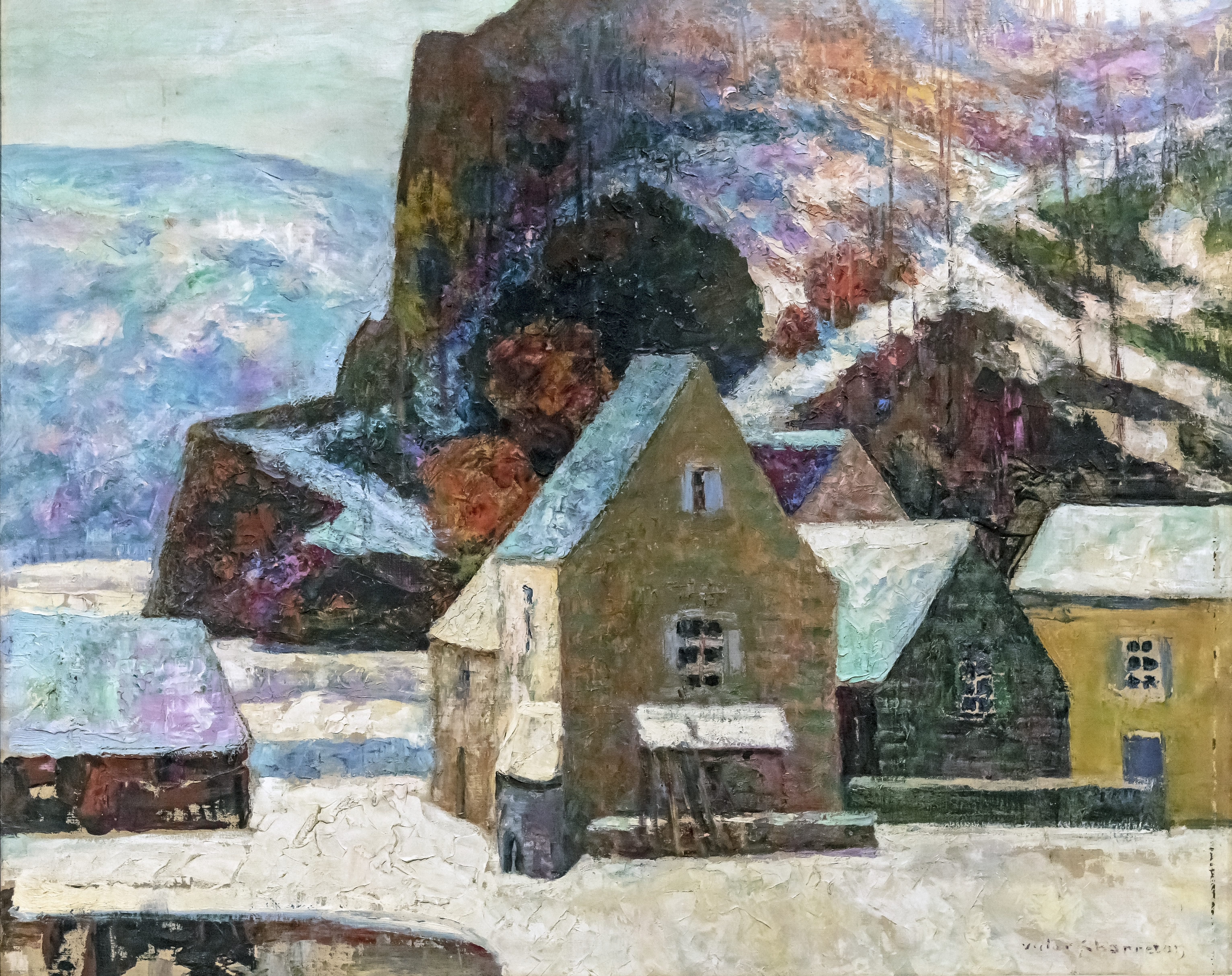
Schneelandschaft

Victor-Léon-Jean-Pierre Charreton (* 2. März 1864 in Bourgoin-Jallieu; † 26. November 1936 in Clermont-Ferrand) war ein französischer Landschaftsmaler des Postimpressionismus. 

## Leben
Nach seinem Jurastudium in Paris praktizierte er in Paris und Lyon. Er entschloss sich aber, sich der Malerei zu widmen.
1902 zog er nach Paris, wo er bei Ernest Victor Hareux (1847–1909) und Louis Aimé Japy (1839–1916) studierte und von ihnen beeinflusst wurde.
Er fand seine Inspiration in Paris und auf seinen Reisen durch Frankreich. Er malte in Montmartre, im Jardin du Luxembourg, im Park Montsouris, in der Provence und in der Bretagne. Außerdem reiste er 1905 nach Algerien und besuchte 1913 Spanien, England, Belgien und Holland.
Charreton debütierte 1894 in Lyon mit dem Gemälde „Matin a Montpeyroux“ und später im selben Jahr in Paris im Salon der Société des Artistes Français mit dem „Soir d’Octobre“. 
Ab 1910 erhielt er Preise und Medaillen, 1910 eine „ehrenvolle Erwähnung“, 1912 eine Silbermedaille und 1913 eine Goldmedaille. Charreton war 1903 eines der Gründungsmitglieder des Salon d’Automne. Er wurde 1914 zum Ritter der Ehrenlegion ernannt.
Er nahm an zahlreichen Ausstellungen in Frankreich und im Ausland teil, in New York (von 1919 bis 1925), Toledo (1926, 1934), Pittsburgh (1933), Cleveland (1934) und in Japan (1920, 1928). Von 1919 bis 1925 war er als Lehrer an der Académie Julian in Paris tätig. Mit dem Maler Léon Boudal (1858–1934), Pfarrer von Murol in der Auvergne, gründete er die Muroler Malschule. In Murol befindet sich ein Denkmal von Victor Charreton.
1931 gründete er ein Museum, das hauptsächlich seinen Gemälden gewidmet war und heute den Namen „Musée Victor Charreton“ trägt.
Victor Charreton gehört zu einer Generation von Künstlern, die sich wie die Impressionisten vor ihnen der Landschaftsmalerei widmeten und auf den Einfluss von Jahreszeiten, Licht und Farben achteten.